# NGC 4003
NGC 4003 ist eine Balken-Spiralgalaxie vom Hubble-Typ SBab mit aktivem Galaxienkern im Sternbild Löwe auf der Ekliptik. Sie ist schätzungsweise 291 Millionen Lichtjahre von der Milchstraße entfernt und hat einen Durchmesser von etwa 130.000 Lichtjahren. Gemeinsam mit NGC 4002 bildet sie das gravitativ gebundene Galaxienpaar KPG 312.

Im selben Himmelsareal befinden sich die Galaxien NGC 3983 und IC 744.
Das Objekt wurde am 10. April 1785 vom deutsch-britischen Astronomen Wilhelm Herschel entdeckt.